# يوكي إيشيكاوا
يوكي إيشيكاوا (29 أغسطس 1987 بنيغاتا في اليابان - ) (بالكانا:イチカワ ユウキ) هو لاعب كرة قدم ياباني في مركز الدفاع. لعب مع نادي ألبيريكس نيغاتا ونادي غيلانغ إنترناشونال.

## وصلات خارجية
- يوكي إيشيكاوا على موقع قاعدة بيانات كرة القدم.إي يو (الإنجليزية)
- يوكي إيشيكاوا على موقع Soccerway.com (الإنجليزية)